# Naci Ünüvar
Naci Ünüvar (Zaandam, 13 giugno 2003) è un calciatore olandese naturalizzato turco, attaccante del Twente.

## Carriera

### Club
Il 22 gennaio 2020 ha esordito con la prima squadra dell'Ajax in KNVB beker, nell'incontro vinto per 7-0 contro lo Spakenburg, realizzando un gol su rigore. È diventato il più giovane marcatore del club a 16 anni e 223 giorni.
Il 30 agosto 2022 passa in prestito al Trabzonspor. Il 10 maggio 2023 ha fatto rientro dal prestito.
Il 30 giugno 2023 viene ceduto in prestito per una stagione al Twente.

### Nazionale
Ha giocato in tutte la nazionali giovanili olandesi comprese tra l'Under-15 e l'Under-19; in seguito ha giocato anche con la nazionale turca Under-19.

## Statistiche

### Presenze e reti nei club
Statistiche aggiornate al 24 agosto 2023.
| Stagione        | Squadra         | Campionato      | Campionato | Campionato | Coppe nazionali | Coppe nazionali | Coppe nazionali | Coppe continentali | Coppe continentali | Coppe continentali | Altre coppe | Altre coppe | Altre coppe | Totale | Totale | Totale |
| Stagione        | Squadra         | Comp            | Pres       | Reti       | Comp            | Pres            | Reti            | Comp               | Pres               | Reti               | Comp        | Pres        | Reti        | Pres   | Reti   |        |
| --------------- | --------------- | --------------- | ---------- | ---------- | --------------- | --------------- | --------------- | ------------------ | ------------------ | ------------------ | ----------- | ----------- | ----------- | ------ | ------ | ------ |
| 2019-2020       | Jong Ajax       | 1D              | 10         | 1          |                 | -               | -               |                    | -                  | -                  |             | -           | -           | 10     | 1      |        |
| 2020-2021       | Jong Ajax       | 1D              | 29         | 7          |                 | -               | -               |                    | -                  | -                  |             | -           | -           | 29     | 7      |        |
| 2021-2022       | Jong Ajax       | 1D              | 33         | 16         |                 | -               | -               |                    | -                  | -                  |             | -           | -           | 33     | 16     |        |
| ago. 2022       | Jong Ajax       | 1D              | 1          | 0          |                 | -               | -               |                    | -                  | -                  |             | -           | -           | 1      | 0      |        |
| 2019-2020       | Ajax            | ED              | 0          | 0          | CO              | 1               | 1               |                    | -                  | -                  |             | -           | -           | 1      | 1      |        |
| 2021-2022       | Ajax            | ED              | 0          | 0          | CO              | 2               | 0               | UCL                | 0                  | 0                  |             | -           | -           | 2      | 0      |        |
| 2022-2023       | Trabzonspor     | SL              | 8          | 1          | CT              | 2               | 2               | UEL+UECL           | 2+0                | 0                  |             | -           | -           | 12     | 3      |        |
| 2023-2024       | Twente          | ED              | 4          | 1          | CO              | 0               | 0               | UECL               | 6                  | 1                  |             | -           | -           | 10     | 2      |        |
| Totale carriera | Totale carriera | Totale carriera | 85         | 26         |                 | 5               | 3               |                    | 8                  | 1                  |             | -           | -           | 98     | 30     |        |